# جوهانس بولسين
جوهانس بولسين (بالدنماركية: Johannes Poulsen)‏ هو كاتب سير ذاتية وممثل دانمركي، ولد في 17 نوفمبر 1881 بكوبنهاغن في الدنمارك، وتوفي بنفس المكان في 14 أكتوبر 1938.

## وصلات خارجية
- جوهانس بولسين على موقع IMDb (الإنجليزية)
- جوهانس بولسين على موقع الموسوعة البريطانية (الإنجليزية)
- جوهانس بولسين على موقع قاعدة بيانات الأفلام السويدية (السويدية)
- جوهانس بولسين على موقع قاعدة بيانات الفيلم (الإنجليزية)
- جوهانس بولسين على موقع كينوبويسك (الروسية)